# Arratia-Nervión
Arratia-Nervión és una comarca del territori de Biscaia (País Basc) format per les valls d'Arratia i Nerbion. Situat al sud de la província, limita al sud amb Àlaba i al nord amb les comarques de les Encartaciones, Gran Bilbao i Duranguesat. Està format pels següents municipis:
- Arakaldo
- Arantzazu
- Areatza
- Arrankudiaga
- Arteaga
- Bedia
- Dima
- Igorre
- Lemoa
- Orozko
- Otxandio
- Ubide
- Ugao
- Urduña
- Zeanuri
- Zeberio